# Dance Monkey
«Dance Monkey» es una canción de la cantante australiana Tones and I, lanzada el 10 de mayo de 2019 como el segundo sencillo de su EP debut The Kids Are Coming. La canción está producida por Konstantin Kersting.
"Dance Monkey" ha llegado a 1° puesto en más de 30 listas en todo el mundo incluyendo Australia, Austria, Bélgica, China, Canadá, República Checa, Dinamarca, Estonia, Finlandia, Francia, Alemania, Grecia, Islandia, Irlanda, Israel, Italia, Japón, Malasia, Países Bajos, Nueva Zelanda, Noruega, Portugal, Rumanía, Singapur, España, Suecia, Suiza y Reino Unido, y ha entrado en el top 10 en muchos otros países, incluyendo Estados Unidos, en el número 7.
Al permanecer 10 semanas en el número uno del Australian Singles Chart, "Dance Monkey" rompió el récord de estar más semanas en lo más alto por un australiano, que antes tenía Justice Crew en 2014 con su canción "Que Sera". Con 16 semanas en el número uno, en noviembre, rompió el récord de permanecer más semanas en esta posición en toda la historia de esta lista (1983–actualidad), que antes tenía Ed Sheeran con "Shape of You" en 2017.
En los ARIA Music Awards de 2019, Tones and I fue nominada para ocho premios, ganando cuatro. Tones ganó el ARIA Award a la Mejor Artista Femenina y Artista Revelación, mientras "Dance Monkey" ganó al Mejor Lanzamiento de Pop, y The Kids Are Coming ganó al Mejor Lanzamiento Independiente.
En el Reino Unido, "Dance Monkey" rompió el récord de estar más semanas en lo alto del UK Singles Chart por una artista femenina en su decimoprimera semana. El anterior récord estaba en diez semanas, que lo tenía Whitney Houston con "I Will Always Love You" en 1992–1993, y "Umbrella" de Rihanna y Jay-Z en 2007.
Tones hizo su debut en la televisión estadounidense el 18 de noviembre de 2019 con una actuación de la canción en The Tonight Show Starring Jimmy Fallon. El 10 de diciembre de 2019, Tones apareció como invitada en Estados Unidos en The Voice. A la semana siguiente, "Dance Monkey" entró en el top 10 del Billboard Hot 100 por primera vez, al número nueve.

## Letra
Cuando fue entrevistada por el DJ Smallzy en julio de 2019 en la radio australiana Nova FM, Tones explicó que "Dance Monkey" trata sobre la relación que tenía con su audiencia cuando cantaba en las calles de Australia:
"Escribí esta canción cuando cantaba en la calle, por la presión que sentía para entretener a la gente. Y si no les gustaba, miraban sus móviles; estaban entretenidos de otra forma en un solo clic."
"Así que cuando estás cantando y acabas la canción, la gente grita: '¡otra, otra!' y '¡más, más!', o simplemente se marchan. Si reemplazas la letra 'dance for me, dance for me' ('baila para mí') por 'sing for me, sing for me' ('canta para mí') es justo lo mismo," dijo.

## Video musical
El video musical está producido por Visible Studios y dirigido por Liam Kelly y Nick Kozakis. Fue lanzado el 24 de junio de 2019. El vídeo trata de "Mr. Tones" (Tones and I), un hombre mayor que sale de su casa para tener una fiesta en un campo de golf con otros ciudadanos ancianos.

## Recepción
Al Newstead, de ABC, llamó a la canción "otra melodía enérgica", añadiendo que "al instante se pega en tu cerebro".
Mike Kaplan determina que "el sonido es pegadizo y totalmente memorable," añadiendo que "su éxito internacional ayudó a convencernos de compartirlo con nuestros oyentes".

## Posicionamiento en listas
| Gráfica (2019–2020)                       | Pico de posición |
| ----------------------------------------- | ---------------- |
| Argentina (Argentina Hot 100)             | 2                |
| Argentina (Monitor Latino)                | 1                |
| Australia (ARIA)                          | 1                |
| Austria (Ö3 Austria Top 40)               | 1                |
| Bélgica (Flandes) (Ultratop 50)           | 1                |
| Bélgica (Valonia) (Ultratop 50)           | 1                |
| Bolivia (Monitor Latino)                  | 3                |
| Brasil (Top 100 Brasil)                   | 32               |
| Bulgaria (PROPHON)                        | 1                |
| Canadá (Canadian Hot 100)                 | 1                |
| Canadá CHR/Top 40 (Billboard)             | 4                |
| Chile (Monitor Latino)                    | 4                |
| Colombia (National-Report)                | 4                |
| Costa Rica (Monitor Latino)               | 2                |
| CEI (Tophit)                              | 2                |
| Croacia (HRT)                             | 1                |
| República Checa (Rádio Top 100)           | 1                |
| República Checa (Singles Digitál Top 100) | 1                |
| Dinamarca (Tracklisten)                   | 1                |
| República Dominicana (SODINPRO)           | 19               |
| Ecuador (National-Report)                 | 1                |
| El Salvador (Monitor Latino)              | 2                |
| Estonia (Eesti Ekspress)                  | 1                |
| Euro Digital Songs (Billboard)            | 1                |
| Finlandia (OFC)                           | 1                |
| Francia (SNEP)                            | 1                |
| Alemania (Media Control AG)               | 1                |
| Grecia (IFPI)                             | 1                |
| Guatemala (Monitor Latino)                | 8                |
| Honduras (Monitor Latino)                 | 13               |
| Hungría (Rádiós Top 40)                   | 1                |
| Hungría (Single Top 40)                   | 1                |
| Hungría (Stream Top 40)                   | 1                |
| Islandia (Tonlist)                        | 1                |
| Irlanda (IRMA)                            | 1                |
| Israel (Media Forest)                     | 1                |
| Italia (FIMI)                             | 1                |
| Japón (Japan Hot 100)                     | 47               |
| Letonia (LAIPA)                           | 1                |
| Lituania (AGATA)                          | 1                |
| Líbano (Lebanese Top 20)                  | 2                |
| Luxemburgo Digital Songs (Billboard)      | 1                |
| Malasia (RIM)                             | 1                |
| México (Billboard)                        | 1                |
| Países Bajos (Dutch Top 40)               | 1                |
| Países Bajos (Mega Single Top 100)        | 1                |
| Nueva Zelanda (Recorded Music NZ)         | 1                |
| Nicaragua (Monitor Latino)                | 18               |
| Noruega (VG-lista)                        | 1                |
| Panamá (Monitor Latino)                   | 8                |
| Paraguay (SGP)                            | 37               |
| Paraguay (Monitor Latino)                 | 7                |
| Perú (Monitor Latino)                     | 1                |
| Polonia (Polish Airplay Top 100)          | 1                |
| Portugal (AFP)                            | 1                |
| Rumanía (Airplay 100)                     | 1                |
| Rusia (Tophit)                            | 2                |
| Escocia (Scottish Singles Sales Chart)    | 1                |
| Singapur (RIAS)                           | 1                |
| Eslovaquia (Rádio Top 100)                | 1                |
| Eslovaquia (Singles Digitál Top 100)      | 1                |
| Eslovenia (SloTop50)                      | 1                |
| Corea del Sur (Gaon)                      | 39               |
| España (Top 100 Canciones)                | 2                |
| España (LOS40)                            | 1                |
| Suecia (Sverigetopplistan)                | 1                |
| Suiza (Schweizer Hitparade)               | 1                |
| Reino Unido (UK Singles Chart)            | 1                |
| Ucrania (Tophit)                          | 1                |
| Uruguay (Monitor Latino)                  | 5                |
| Estados Unidos (Billboard Hot 100)        | 4                |
| Estados Unidos (Adult Top 40)             | 11               |
| Estados Unidos (Alternative Airplay)      | 12               |
| Estados Unidos (Hot Dance Club Songs)     | 24               |
| Estados Unidos (Dance/Mix Show Airplay)   | 3                |
| Estados Unidos (Mainstream Top 40)        | 6                |
| Estados Unidos (Rhythmic)                 | 23               |
| Estados Unidos Rolling Stone Top 100      | 3                |
| Venezuela (Monitor Latino)                | 13               |

## Personal
- Toni Watson – voz, composición
- Konstantin Kersting – producción
- Andrei Eremin – producción

## Historial de lanzamiento
| Lugar     | Fecha                 | Formato   |
| --------- | --------------------- | --------- |
| Australia | 10 de mayo de 2019    | Streaming |
| Varios    | 18 de octubre de 2019 | Streaming |